# Maratona aquática no Campeonato Mundial de Esportes Aquáticos de 2019 - 5 km por equipe
A prova por equipe é um dos eventos do Campeonato Mundial de Esportes Aquáticos de 2019 que foi realizado no dia 18 de julho de 2019, em Gwangju, na Coreia do Sul. 

## Medalhistas
| Ouro                                                            | Prata                                                                                     | Bronze                                                                                   |
| Alemanha · Lea Boy · Sarah Köhler · Sören Meißner · Rob Muffels | Itália · Rachele Bruni · Giulia Gabbrielleschi · Domenico Acerenza · Gregorio Paltrinieri | Estados Unidos · Haley Anderson · Jordan Wilimovsky · Ashley Twichell · Michael Brinegar |

## Resultados
A prova foi realizada no dia 18 de julho às 08:00. 
| Pos.              | Nacionalidade  | Nadadores                                                                  | Tempo     |
| ----------------- | -------------- | -------------------------------------------------------------------------- | --------- |
| Medalha de ouro   | Alemanha       | Lea Boy Sarah Köhler Sören Meißner Rob Muffels                             | 53:58.7   |
| Medalha de prata  | Itália         | Rachele Bruni Giulia Gabbrielleschi Domenico Acerenza Gregorio Paltrinieri | 53:58.9   |
| Medalha de bronze | Estados Unidos | Haley Anderson Jordan Wilimovsky Ashley Twichell Michael Brinegar          | 53:59.0   |
| 4                 | Brasil         | Ana Marcela Cunha Viviane Jungblut Diogo Villarinho Fernando Ponte         | 54:24.5   |
| 5                 | Austrália      | Chelsea Gubecka Hayden Cotter Kareena Lee Nicholas Sloman                  | 54:36.8   |
| 6                 | França         | Lara Grangeon David Aubry Aurélie Muller Marc-Antoine Olivier              | 54:37.1   |
| 7                 | Países Baixos  | Esmee Vermeulen Sharon van Rouwendaal Pepijn Smits Ferry Weertman          | 54:37.2   |
| 8                 | Hungria        | Réka Rohács Gergely Gyurta Anna Olasz Kristóf Rasovszky                    | 55:02.7   |
| 9                 | China          | Hou Yawen Cheng Long An Jiabao Xin Xin                                     | 55:14.8   |
| 10                | Rússia         | Anastasia Basalduk Denis Adeev Valeriia Ermakova Kirill Abrosimov          | 55:19.1   |
| 11                | Reino Unido    | Danielle Huskisson Alice Dearing Tobias Robinson Jack Burnell              | 55:31.1   |
| 12                | Espanha        | Paula Ruiz Guillem Pujol María de Valdés Álvarez Raúl Santiago Betancor    | 55:31.5   |
| 13                | Canadá         | Kate Sanderson Fan Hau-Li Chantel Jeffrey Eric Hedlin                      | 56:20.3   |
| 14                | Japão          | Yumi Kida Takeshi Toyoda Minami Niikura Taiki Nonaka                       | 56:52.1   |
| 15                | África do Sul  | Michelle Weber Danie Marais Robyn Kinghorn Chad Ho                         | 56:52.9   |
| 16                | Israel         | Yonatan Rosin Matan Roditi Eva Fabian Eden Girloanta                       | 57:24.5   |
| 17                | México         | Martha Aguilar Daniel Delgadillo Martha Sandoval Arturo Pérez Vertti       | 58:37.0   |
| 18                | Coreia do Sul  | Ban Seon-jae Park Seok-hyun Jung Ha-eun Jae Park                           | 58:59.0   |
| 19                | Venezuela      | Liliana Hernández Wilder Carreno Paola Pérez Diego Vera                    | 59:01.0   |
| 20                | Equador        | David Farinango Nataly Caldas Calle Ana Abad David Castro                  | 59:37.9   |
| 21                | Hong Kong      | William Thorley Keith Sin Nip Tsz Yin Wong Cho Ying                        | 1:00:37.9 |